# Ronaldo da Costa
Ronaldo da Costa (Descoberto, 7 de junho de 1970) é um atleta brasileiro, corredor da maratona.
Caçula de 11 irmãos, venceu a edição de 1994 da Corrida de São Silvestre, se firmando como fundista. No ano seguinte, obteve a medalha de bronze nos Jogos Pan-americanos de 1995 em Mar del Plata nos 10 000 metros. Nos Jogos Olímpicos de Atlanta 1996 também disputou os 10 000 metros mas não passou da preliminar.
Em 1998, venceu a Maratona de Berlim, estabelecendo um novo recorde mundial, que já durava quase 10 anos, com o tempo de 2h06m05s, sendo assim, ele foi a primeira pessoa a correr a maratona com um ritmo inferior a 3 minutos por quilometro. Era apenas a segunda maratona que disputava. Essa marca permaneceu sendo o recorde brasileiro e sulamericano até 17 de abril de 2022, quando Daniel Nascimento completou a Maratona de Seul em 2h04m51s.
Após encerrar a carreira, trabalha na formação de jovens atletas em São João Nepomuceno, vizinha de sua cidade natal.

## Melhores marcas[5]
- 3 000m: 7min59,34 - 1 de janeiro de 1998.
- 5 000m: 13:37,37 - 25 de junho de 1993.
- 10 000m: 27:53,23 - 5 de janeiro de 1995.
- 16 093m: 47:21,41 - 12 de fevereiro de 1998
- 15 Km: 42:41,20 -  26 de fevereiro de 1994.
- Meia Maratona: 1h00:54 -  24 de setembro de 1994.
- Maratona: 2h06:05 - 20 de setembro de 1998.

## Principais competições
| Ano                    | Competição             | Local                    | Posição                | Evento                 | Notas                  |
| Representando o Brasil | Representando o Brasil | Representando o Brasil   | Representando o Brasil | Representando o Brasil | Representando o Brasil |
| ---------------------- | ---------------------- | ------------------------ | ---------------------- | ---------------------- | ---------------------- |
| 1995                   | Jogos Pan-americanos   | Mar del Plata, Argentina | 3                      | 10 000 m               | 29:07.68               |
| 1997                   | Maratona de Berlim     | Berlim, Alemanha         | 5                      | Maratona               | 2:09:07                |
| 1998                   | Maratona de Berlim     | Berlim, Alemanha         | 1                      | Maratona               | 2:06:05                |
| 2002                   | Maratona de Berlim     | Berlim, Alemanha         | 16                     | Maratona               | 2:12:52                |
| 2003                   | Maratona de Tóquio     | Tóquio, Japão            | 17                     | Maratona               | 2:20:57                |